# Såssialdemokraterna
"Såssialdemokraterna" är en låt av artisten Eddie Meduza. Den finns med på hans album Garagetaper från 1980. Låten kritiserar Socialdemokraterna.
Låten var även släppt som en singel.
"Såssialdemokraterna" finns även med på samlingsalbumen 21 värsta!!! och En jävla massa hits.